# Alternaria septorioides
Alternaria septorioides är en svampart som först beskrevs av Westend., och fick sitt nu gällande namn av E.G. Simmons 2007. Alternaria septorioides ingår i släktet Alternaria och familjen Pleosporaceae.   Inga underarter finns listade i Catalogue of Life.